# Shabda Kalpadruma

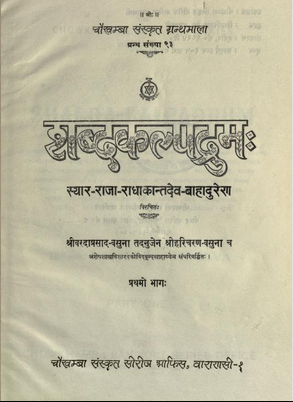
Una página del primer volumen de Shabda Kalpadruma.

Shabda Kalpadruma (en sánscrito: शब्दकल्पद्रुमो) es un diccionario sánscrito. Radhakanta Dev (1783-1867) compiló el diccionario y Karunasindhu Vidyanidhi lo editó. De 1803 a 1858, este diccionario se publicó en ocho volúmenes durante un período de cuarenta años. Shabda Kalpadruma es el nombre de un árbol imaginario que se dice que puede conceder cualquier cosa según los deseos humanos. Se dice que no hay palabra en sánscrito que no tenga significado en este libro.
El diccionario trajo un gran honor a Radhakanta Dev. Se hizo ampliamente conocido en los círculos académicos. El gobierno británico le otorgó el título de Raja Bahadur. Al mismo tiempo, recibió el título de Caballero Comendador de la Estrella de la India. Shabda Kalpadruma se consideraba un texto obligatorio en los tribunales y las instituciones educativas de la India británica.